# Stenolophus kurosai
Stenolophus kurosai es una especie de escarabajo de tierra del género Stenolophus, tribu Harpalini, subfamilia Harpalinae. Fue descrita científicamente por Tanaka en 1962.
La especie se mantiene activa durante los meses de enero, mayo, junio, julio, agosto, septiembre, octubre y noviembre.

## Distribución
Se distribuye por Japón.